# Heilig Kruiskerk (Dülmen)
De Heilig Kruiskerk (Duits: Heilig-Kreuz-Kirche) is een parochiekerk in Dülmen. Hier bevindt zich het graf van de zalig gesproken mystica Anna Catharina Emmerich.

## Geschiedenis

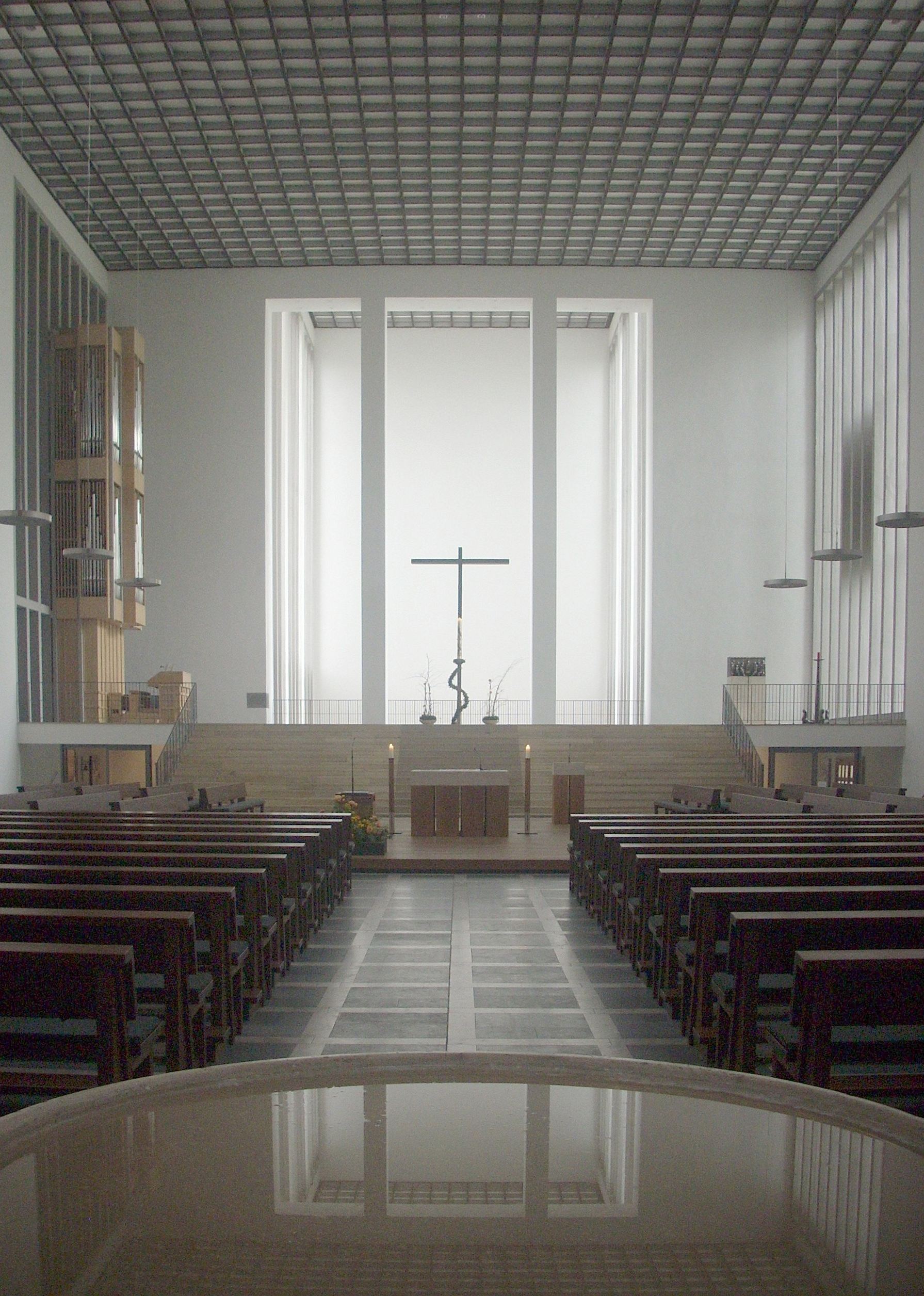
Interieur

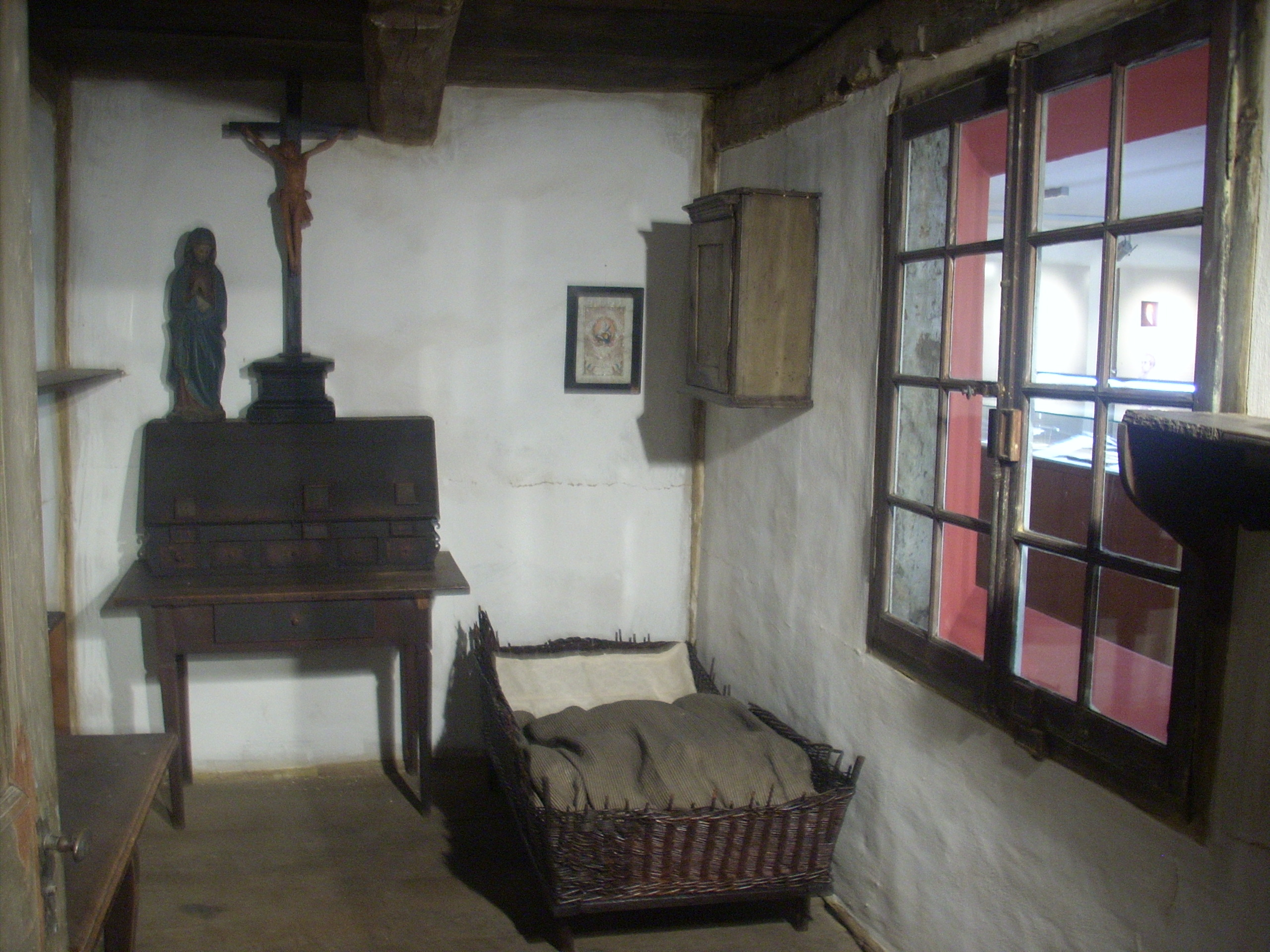
Heilig Kruiskerk, de kamer waar Anna Katharina Emmerick stierf

De Heilig Kruiskerk werd van 1936 tot 1938 als tweede katholieke parochiekerk van Dülmen gebouwd en op 16 november 1938 door de toenmalige bisschop van Münster Clemens August von Galen ingewijd. 
De architect Dominikus Böhm wilde met zijn ontwerp breken met de eeuwenlange navolging van gotisch en romaans geïnspireerde kerkenbouw en uitbundige decoratie van beelden en ornamenten vermijden. Er woedde een discussie of de kerk als Heilig Kreis (een kerk om het altaar) of Heiliger Weg (de kerk als weg naar het altaar) vorm moest worden gegeven. De architect koos voor het laatste. Het lange kerkschip leidt naar één plek: het altaar. Het kerkgebouw betreft één grote ruimte met rechte lijnen, waarvan de muren niet worden onderbroken door pilaren, maar slechts door hoog aangebrachte vensters. De veertien treden naar het verhoogde altaar symboliseren de veertien kruiswegstaties, terwijl het altaar met het grote zwarte kruis zonder corpus de heuvel Golgotha symboliseert. Grote vensters achter het altaar dompelen de ruimte onder in licht, dat de opstanding en de verlossing symboliseert.
Aan de westelijke gevel van de zo eenvoudige kerk bevindt zich een groot roosvenster van 7,5 meter doorsnee. Het roosvenster bestaat uit circa 1200 gekleurde glazen en werd door de architect zelf zo ontworpen.
De kerk werd in de jaren 1971-1974 en 2004-2005 omvangrijk gerenoveerd.

## Anna Katharina Emmerick
Na de hervatting van het proces tot zaligverklaring van Anna Catharina Emmerich in 1973 werden haar stoffelijke resten van het naburige kerkhof, waar ze in 1824 werd begraven, verwijderd en in de crypte van de kerk bijgezet. Toen de mystica in 2004 werd zalig gesproken door paus Johannes Paulus II werd het graf verbouwd en onder de crypte een museum ingericht, de Anna-Katharina-Emmerick-Gedenkstätte. Hier kan o.a. de ziekenkamer van de mystica worden bezichtigd, dat tijdens de afbraak van het huis waarin de kamer zich bevond in 1899 werd uitgebouwd en samen met de voorwerpen van de inrichting bewaard bleef.

## Orgel
Het orgel werd door de orgelbouwer Franz Breil uit Dorsten gebouwd. Het sleeplade-instrument bezit 35 registers verdeeld over twee klavieren en pedaal. De speeltracturen zijn mechanisch, de registertracturen elektrisch. 